# 手賀大橋

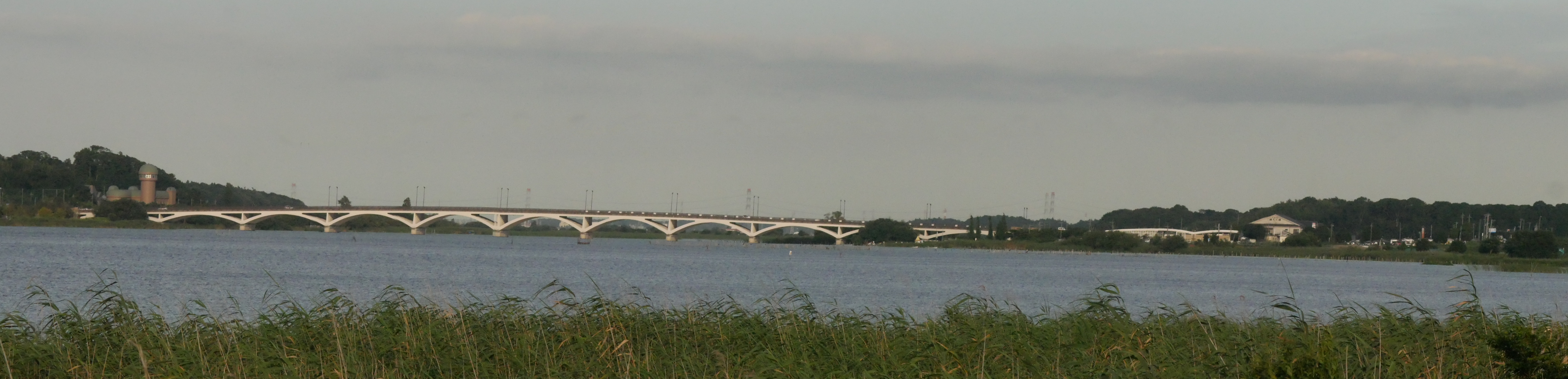
手賀大橋

手賀大橋（てがおおはし）は、千葉県柏市箕輪新田と千葉県我孫子市若松を手賀沼を跨いで結ぶ橋である。千葉県道8号船橋我孫子線が通る。

## 概要
千葉県柏市箕輪新田と千葉県我孫子市若松とを結ぶ橋で、手賀沼のほぼ中央部に位置する。11径間連続上路式鋼アーチ橋で、全長は415m。元々は二車線だったが、現在は四車線になった。1964年の完成までは手賀沼を結ぶ連絡船があった。

## 沿革
- 1962年（昭和37年） - 起工[2]。
- 1964年（昭和39年）7月6日 - 旧手賀大橋が開通[3][2]。
- 1992年（平成4年） - 新手賀大橋の工事が始まる[2]。
- 1997年（平成9年）8月 - 新手賀大橋完成（暫定二車線）[1]。
- 2001年（平成13年）
  - 3月 - 四車線化[1]。
  - 4月 - 沼南町側に道の駅しょうなんがオープン[2]。

## 周辺
柏市側は水田が広がっているが、我孫子市側は我孫子駅に近いため住宅地が広がっている。しかし、最近は柏市側も宅地造成が行われている。
- 道の駅しょうなん
- 我孫子市役所
- JR常磐線我孫子駅
- JR成田線東我孫子駅
- 県立我孫子高校
- 県立沼南高校
- 手賀の丘公園
- 我孫子湖畔霊園
- 柏・湖南聖地公苑

## 旧手賀大橋
旧手賀大橋は、1964年に開通した橋梁。橋の中央には、橋の上で釣りをしないで下さいとの注意書きの看板・手賀沼中央の看板があった。大型トラックが橋を通ると橋が揺れた。橋の欄干が低かった。歩道もとても狭かった。